# Cirrhophanus chrysochilus
Cirrhophanus chrysochilus är en fjärilsart som beskrevs av Dyar 1909. Cirrhophanus chrysochilus ingår i släktet Cirrhophanus och familjen nattflyn. Inga underarter finns listade i Catalogue of Life.